# El Peñón (Santander)
El Peñón – miasto w Kolumbii, w departamencie Santander.